# Mariposa (Kalifornia)
Mariposa statisztikai település az Amerikai Egyesült Államok Kalifornia államában, Mariposa megyében, melynek megyeszékhelye is. Lakosainak száma 1526 fő (2020. április 1.).

## Népesség
A település népességének változása:

| 2010 | 2 173 |
| 2020 | 1 526 |